# Patrick Simpson-Jones
 (juin 2016).
Si vous disposez d'ouvrages ou d'articles de référence ou si vous connaissez des sites web de qualité traitant du thème abordé ici, merci de compléter l'article en donnant les références utiles à sa vérifiabilité et en les liant à la section « Notes et références ».
Patrick C. Simpson-Jones est un chef d'entreprise, présentateur de télévision, et chanteur, né le 23 septembre 1950 à Paris.

## Enfance et jeunesse
Né d'un père britannique et d'une mère corse, il vécut sa jeunesse au Royaume-Uni où il fréquenta la même école que le roi Charles III. 
Après ses études en Angleterre, il passe un an en Allemagne, puis un an en Espagne, pour y apprendre les langues allemande et espagnole.
Il effectue son service militaire chez les parachutistes, puis travaille deux ans à Hambourg dans les relations publiques. Il devient ensuite G.O. au Club Méditerranée, à Tahiti, à l'Île Maurice et au Mexique.
Excellent joueur de tennis et de golf, il a été classé en deuxième série et 9 de handicap.

## Homme de télévision
Quadrilingue, Il débute dans la presse écrite en 1975, spécialisé dans le journalisme sportif et la politique étrangère.
Il travaille six mois à la télévision à Melbourne (Australie), puis Jacqueline Joubert lui propose d’intégrer, en septembre 1978, l'équipe de l'émission pour enfants Récré A2. En 1979, il intègre l'équipe des sports de Robert Chapatte d' Antenne 2, puis l'équipe de politique étrangère de François-Henri de Virieu.
Il devient en 1982 le premier « speaker » ou « speakerine » masculin de la télévision française sur Antenne 2, fonction qu'il exerça durant cinq ans. Il devient le « joker » attitré de William Leymergie dans l'émission Télématin qu'il présente à de nombreuses reprises entre 1985 et 1987. Il anime également le célèbre jeu Des chiffres et des lettres en remplacement de Patrice Laffont et anime régulièrement des rubriques dans Télématin. Il devient aussi le remplaçant attitré de Jacques Martin pour la présentation des émissions Incroyable  mais vrai et  l'École des fans dans le cadre de l'émission  dominicale Dimanche Martin.
Entre 1984 et 1987, il animera aussi l’émission Horizon sur l'armée et le service militaire, diffusée le samedi après midi sur FR3. 
Le 9 mai 1987, il commente pour Antenne 2, le Concours Eurovision de la chanson se déroulant à Bruxelles.
En septembre 1987, il quitte le service public pour TF1 et rejoint Dorothée à la présentation du Club Dorothée.
Il s'essaya notamment à la chanson dans le cadre des émissions pour la jeunesse qu'il anima (voir discographie).
Il quitte le Club Dorothée fin 1990 mais il continue d'apparaître de temps en temps dans les émissions jusqu'à début janvier 1991. Il rejoint La Cinq pour y présenter du 2 avril 1991 au 24 mai 1991 le jeu La Ligne de chance en compagnie d'Amanda McLane. À la suite du changement d'horaire du jeu, il est remplacé par Jacques Perrotte. Il revient sur TF1 pour présenter dès le 5 septembre 1991 l'émission Télé vitrine. 
Il ne reviendra dans le Club Dorothée que fin octobre 1992 mais quittera définitivement l'émission le 5 juin 1996. Il ne participera pas à la dernière de l'émission le 29 août 1997.

## Le retrait de 1996
Il vit en Floride, aux États-Unis. Il est fondateur et président de la société Swing-Beep LLC, spécialisée dans l'enseignement du golf.
Il a une fille, Dawn, née fin janvier/début février 1989.

## Le lancement de la chaîne IDF1 en 2008
Présent en France pour quelques semaines, il participe aux côtés de Dorothée, Ariane, et Jacky, au lancement de la chaîne de la TNT francilienne IDF1. Il présente la soirée d'ouverture de l'antenne, et présenta en avril et mai l'émission Dorothée ! Choisissez vos animateurs aux côtés de ses anciens collègues du Club Dorothée. Il retourne ensuite aux États-Unis.
Ses apparitions se font assez rares, la dernière fut lors du décès d'Ariane Carletti le 3 septembre 2019, à laquelle il a rendu hommage le 8 septembre suivant.

## Discographie
- Zeltron, 1979, Polydor (générique de la série éponyme)
- San Ku Kaï (Cover du générique de la série éponyme)[3]

Sous le label AB Disques :
- Bonsoir madame / Tu t'en vas, 1983
- Les mots gentils / Un jour, je t'ai laissé partir, 1983
- 2010 raconté par Patrick Simpson-Jones, 1984
- La ballade de Davy Crockett / La marche du trappeur, 1986
- Elle est terrible, 1987
- Spielvan (générique de la série éponyme), 1988
- Marotte et Charlie, 1990 (en duo avec Jacky)
- Petite musique pour elle / Un jour viendra, 1990
- La légende de Saint Nicolas, 1995

## Émissions télévisées
- Speakerin, Antenne 2, 1982-1986
- Récré A2, Antenne 2, 1978-1980
- L'école des fans, Antenne 2, 1983
- Incroyable mais vrai !, Antenne 2, 1981-1983
- Télématin, Antenne 2, 1985-1987 (remplacements réguliers + chroniques)
- Des chiffres et des lettres, Antenne 2, 1984-1987 (remplacements réguliers)
- Concours Eurovision de la chanson 1987 (Antenne 2) : commentateur
- Club Dorothée, TF1, 1987-1991 puis 1992-1996 : coanimateur
- La Ligne de chance, La Cinq, 1991
- Télévitrine, TF1, 1992
- Choisissez vos animateurs, IDF1, 2008

## Séries télévisées
- Les Aventures de Dorothée : Un AMI, (1987), TF1
- Pas de pitié pour les croissants, (1987-1991), TF1
- Marotte et Charlie, (1987-1991), TF1
- Marotte et Charlie (la sitcom), (1990), TF1

### Téléfilms
- 1991 : Le cadeau de Noël
- 1993 : Famille fou rire